# Omo Kibish
La formazione Omo Kibish è un sito archeologico, dove sono stati ritrovati diversi fossili di Homo sapiens, che si trova nella bassa valle del fiume Omo in Etiopia.

## Descrizione
La formazione è uno dei numerosi siti di antiche formazioni rocciose che si trovano all'interno del parco nazionale dell'Omo, in Etiopia sudoccidentale. La formazione è così chiamata dal nome del vicino villaggio di Kibish, uno dei villaggi abitati dai Nyangatom. 
Il sito è stato suddiviso in quattro zone geolociche, conosciuti come member I-IV, sulla base della datazione che ne ne è stata fatta, dalla più antica a quella più recente. 

## Ritrovamenti
Gli scavi del 1967 condotti da un team guidato da Richard Leakey hanno portato alla luce i resti di homo sapiens, tra i quali quelli di Omo 1, risalente a 195 000 anni fa, e quelli di Omo 2, risalenti a 195 000 anni fa; il sito dove è stato ritrovato Omo 1 è stato denominato Kamoya's Hominid Site (KHS), mentre il secondo è stato denominato Abell's Hominid Site (PHS).
Il sito ha prodotto una ricca documentazione paleoantropologica, con molti reperti di ominidi, come ad esempio quelli riferiti alla specie Paranthropus boisei e strumenti di pietra.
Lo studio dei resti faunistici (grandi mammiferi e pesci) e degli strumenti in pietra ha fornito informazioni sulle associazioni archeologiche dell'Homo sapiens e quindi sui loro comportamenti e sui complessi contesti ambientali in cui vivevano e si evolvevano. 